# Autoportrait au béret rouge
Pour les articles homonymes, voir Autoportrait (homonymie).
Autoportrait au béret rouge (en italien : « Autoritratto con berretto rosso ») est une peinture à l'huile sur papier, attribuée à Parmigianino, conservée à la Galerie nationale de Parme en Italie.

## Histoire
L'œuvre a été présentée en 1968 dans le cadre de l'exposition Tesori nascosti della Galleria di Parma. 
Lorsque la toile a été détachée de la toile sur laquelle elle était marouflée, apparurent au recto les études d'une Sainte Catherine et d'une Vierge à l'Enfant. 
L'historien de l'art Ghidiglia Quintavalle a émis l'hypothèse qu'il s'agisse d'un autoportrait du Parmigianino dans ses dernières années, reconnaissant la toile dans la description d'une œuvre lors de l'inventaire de son atelier après sa mort : (it)« un quadretto colorito finito di lapis nel qual è ritratto il Parmesanino di sua mano alto 0,5 largo 4 ».
En réalité ce rapprochement reste discutable car l'œuvre présente à Parme ne comporte pas la finition à mine de graphite « di lapis » qui était de coutume chez Parmigianino. 
Le tableau a été comparé à la description que fait Giorgio Vasari de la physionomie de l'artiste dans ses dernières années de sa vie quand (it)«[da] delicato e gentile, fatto con la barba e le chiome lunghe e malconce, quasi un uomo salvatico, un altro da quello che era stato».
L'attribution de l'œuvre à Parmigianino fait pratiquement l'unanimité : Fagiolo dell'Arco, 1970 ; Rossi, 1980 ; Freedberg, 1987 ; Di Giampaolo, 1991 ; Gould, 1994 ; Coliva, 1998 ; Chiusa, 2001. Seuls Cirillo et Godi (1982) y virent la main de Michelangelo Anselmi, avec un changement d'avis de Cirillo en 1999.
Bien que le tableau soit exposé comme autoportrait de Parmigianino, récemment l'attribution à Anselmi a de nouveau été avancée. Celle-ci est motivée par des détails de style comme la coiffure ébouriffée, la barbe tendre et arrangée « en serpentin » et la sainte retrouvée au recto de la toile pourrait correspondre à l'étude de Les Saints Jérôme et Catherine de la Pinacoteca di Brera.

## Description et style
Le personnage qui est coiffé d'un chapeau rouge très voyant, un peu décousu, est représenté les épaules en diagonale. Hormis l'ombre sombre de son corps, seuls apparaissent le visage, les cheveux décoiffés, la barbe grise, la bouche en biais, les yeux cernés ainsi qu'un regard mélancolique et absent.